# قبيلة البرقو

نسب قبيلة الصليحاب
شجرة نسب قبيلة الصليحاب العباسيين الذين تكونت سلطنتهم في الفترة 1635 م وعملت على نشر القرآن الكريم وعلومه .
محمد بن عبد الكريم بن جامع بن محمد جودة الأحمر بن رمضان الملقب ب(صليح الأكبر ) بن ركن بن أحمد حلبوس بن وعر ين دبر بن وداعة بن عاقر الملقب ب ( شرف الدين ) بن وعر بن سنادة بن محمد زين العابدين بن مسمار بن سرار بن السلطان حسن كردم بن أبى الديس قضاعة بن عبد الله بن حرقان بن مسروق بن أجمد بن إبراهيم الملقب ب( جعل) بن إدريس بن قيس بن يمن بن عدنان بن قصاص ين كرب بن محمد هاطل بن أحمد بن ياطل بن محمد ذو الكلاع بن الفضل بن العباس بن محمد بن علي بن عبد الله بن العباس بن عبد المطلب بن هاشم ين عبد مناف .
قبيلة الصليحاب هم مجموعة أثنية تستوطن منطقة تمتد ما بين شرق ووسط السودان،وجنوب ليبيا، يعمل غالبية الصليحاب بالرعي والزراعة والتجارة، حيث يعتمدون على رعي قطعان الماشية في مراع قريبة من الأنهار خلال موسم الجفاف وفي موسم الأمطار يقومون بزراعة الدخن وأنواع مختلفة من الحبوب تنحدر قبيلة الصليحاب من فروع الشعوب النيلية.

## لغة البرقو
البرقو أو (المَبَا)، ينطق مَبَا «بفتح الميم والباء» ومعناها (الناس) أو (القوم)،
لا يوجد نص مكتوب أو رمزي للغة لقد استخدموا مؤخرًا أحرفًا عربية ولاتينية لوضع اللغة في شكل مكتوب، معظم القبيلة يتحدثون المَبَا بطلاقة باعتبارها لغتهم الأم، ترتبط لغة البرقو بلغة المساليت ارتباطاً وثيقاً.
| معنى | مبا   | مساليت   |       | معنى   | مبا   | مساليت |
| مرأة | mušɔŋ | muco     | ماء   | ʌnji   | sa    |        |
| رأس  | kiji  | kuju     | نار   | wʌsik  | waasi |        |
| عين  | kʌsik | kɔɔgi    | واحد  | tek    | tiilo |        |
| أذن  | kɔye  | kɔyee    | اثنان | mbaar  | mbʌra |        |
| أنف  | bɔɲ   | durmi(h) | ثلاثة | kɔŋaal | kaaŋ  |        |
| فم   | kʌna  | kanah    | أربعة | asaal  | aas   |        |
| سن   | satik | kʌcine   | خمسة  | tuur   | toor  |        |
| يد   | kara  | kɔrɔ     | عشرة  | atuk   | uttuk |        |
| قدم  | ja    | dowi     |       |        |       |        |

## التاريخ
المؤرخ محمد بن عمر التونسي وهو آخر من شاهد هذه السلطنة العظيمة ووثق تاريخها في القرن التاسع عشر وشرع في سرد سلسلة من الممالك الأخرى الخاضعة لحكمهم تاريخيا، عقد البرقو نوعًا من الهيمنة على معظم المجتمعات التي امتدت على طول الساحل بين بحيرة تشاد إلى سلطنة دارفور، البرقو يعيشون في حزام طويل يمتداد من كردفان غرباً عبر دارفور إلي وداي حكمت قبيلة البرقو سلطنة وداي الإسلامية لمدة مايقارب 411 سنة وقد تعاقبو في ذلك الفترة عدة ملوك مروراً بالسلطان جودة وهو آخر سلاطين القبيلة والحاكم نجد آن ذاك.